# Mjolner Heljestrand
Mjolner Mikael Heljestrand, född den 27 juni 1894 i Göteborg, död den 23 september 1977 i Örebro, var en svensk ämbetsman. Han var brorsons son till Carl Victor Heljestrand.
Heljestrand avlade juris kandidatexamen vid Uppsala universitet 1919. Efter tingstjänstgöring 1920–1922 blev han landskontorist i Örebro län 1922, tillförordnad länsbokhållare där 1926, länsassessor 1934 och taxeringsintendent 1944. Heljestrand var landskamrerare i Gotlands län 1948–1959. Han blev riddare av Vasaorden 1941 och av Nordstjärneorden 1951 samt kommendör av sistnämnda orden 1956. Heljestrand vilar i sin familjegrav på Klosterkyrkogården i Eskilstuna.